# Alexander Schlegelmilch
Alexander Schlegelmilch (russisch Александр Карлович Шлегельмильх; * 1777; † 15. Dezemberjul. / 27. Dezember 1831greg.) war ein deutsch-russischer Mineraloge.

## Leben
Von 1797 bis 1809 war er Lehrer am St. Petersburger Bergbauinstitut.
In der Nachfolge von Johann Anton Güldenstädt reiste er für mineralogische Untersuchungen in den nördlichen Kaukasus und veröffentlichte 1810 einige Ergebnisse. Im Dezember 1808 wurde er Adjunkt der Kaiserlichen Akademie der Wissenschaften in Sankt Petersburg. Vom 1. April 1812 bis 14. August 1820 (nach Julianischem Kalender) war er außerordentliches Mitglied der Akademie.

## Schriften (Auswahl)
- Alexander Schlegelmilch: Über den körnigen Basalt in Georgien. In: Gesellschaft naturforschender Freunde zu Berlin. Magazin für die neuesten Entdeckungen in der gesammten Naturkunde. Band 4. Realschulbuchhandlung, Berlin 1810, S. 270–274 (https://www.google.de/books/edition TH5eAAAAcAAJ?hl=de&gbpv=0 [abgerufen am 19. Februar 2022]).